# Дача Шидокирских
Дача Шидокирских (также дача Б. А. Телепчи-Бармамбетова, корпус № 6 санатория «Солнечный») — здание постройки конца XIX века — начала XX века, расположенное в Алупке, по адресу улица Фрунзе, дом 16 А (ранее Воронцовская улица). Памятник градостроительства и архитектуры регионального значения России, памятник культурного наследия Украины(иногда встречается адрес улица Фрунзе, дом 18 А, но реально там расположено другое здание).
Название памятника «Дача Шидокирских», ранее фигурировавшее во многих документах, в том числе в реестре памятников градостроительства и архитектуры регионального значения, утверждённое приказом комитета по охране культурного наследия Республики Крым от 17 февраля 2020 года, ныне считается неверным. Изучением архивных документов было установлено, что дача принадлежала Борису Александровичу Телепчи-Барамбетову, что уточнено в приказах Министерства культуры Республики Крым от 22 ноября 2023 года и от 26 декабря 2023 года. Кто такие Шидокирские и какое отношение они имели к даче пока не установлено.

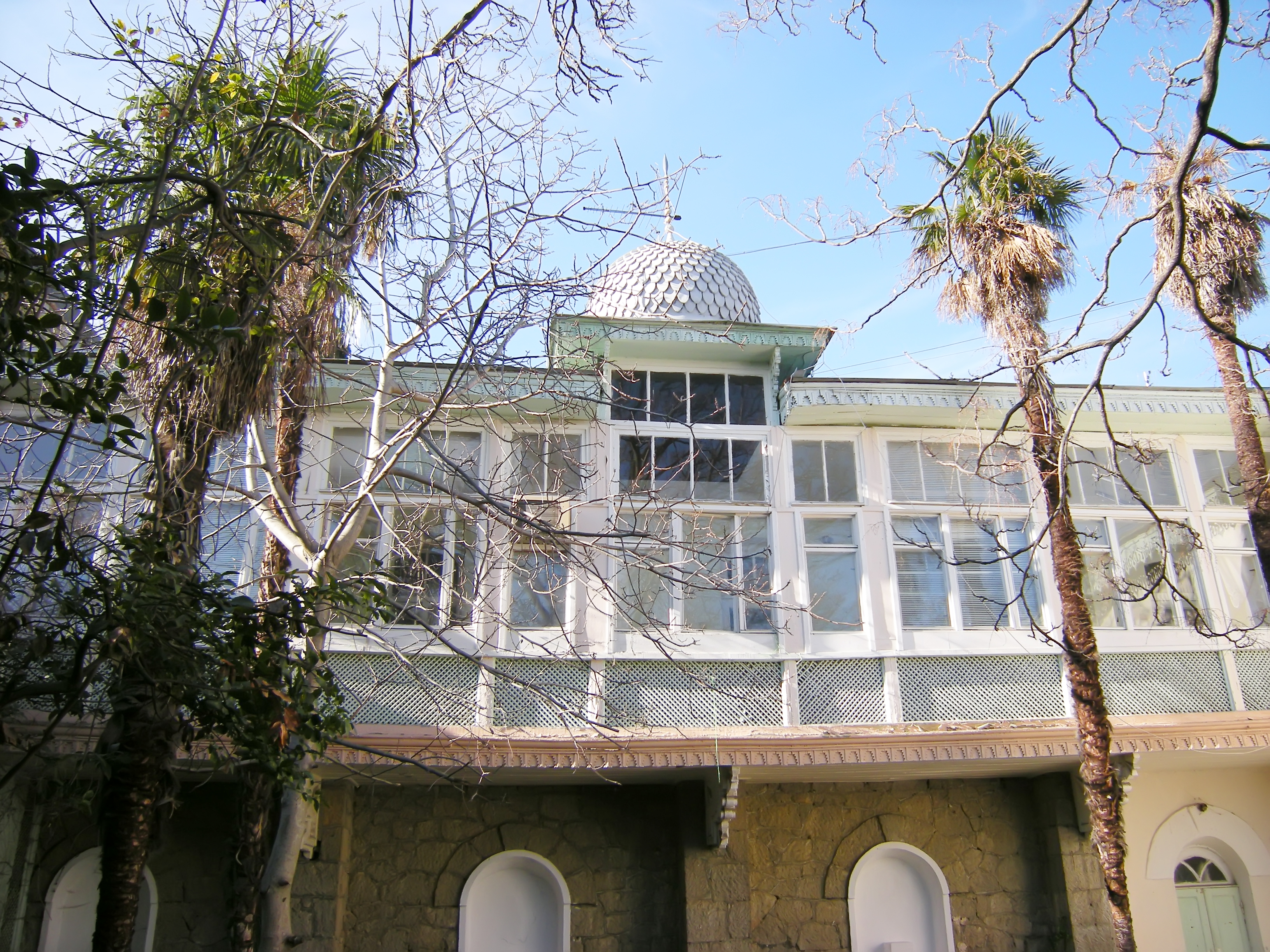
Современный вид

## Описание
Каменное разноэтажное здание (в один и два этажа), построенное в «характере южного модерна с применением крымскотатарского стиля», стоит главным фасадом а юг и имеет размеры 36,5 м × 21,0 м (общая площадь 549 м²). Высота от верха цоколя до верха карниза в одноэтажной части 6,95 м и 6,7 м в двухэтажной. Дача скомпонована из трёх прямоугольных строений, с южной стороны стоящих на высоком цоколе, сложенном с подгонкой блоков из тёсанного серого гаспринского мраморовидного известняка. Стены сложены из камня-ракушечника и бута, по фасадам облицованы тем же мраморовидным известняком полигональной кладки. Перекрытия выполнены на деревянных балках. Многоскатная крыша покрытая фальцованным кровельным металлом, увенчана над центральным входом куполом со шпилем и чешуйчатым металлическим покрытием. Внутренняя планировка коридорная, с односторонним расположением помещений, лестницы, как наружная, так и внутренняя, одномаршевые, со ступенями из тёсаного мраморовидного известняка и ажурным металлическим ограждением. Южный фасад изначально был оформлен открытой галереей, с подковообразными и стрельчатыми арками, украшенными деревянным ажурным орнаментом с прозрачным резным ограждением (утрачены). В неустановленные послевоенные годы на балконах второго этажа вместо ажурных арок были установлены застеклённые рамы, сохранилась только мелкая решётка парапетов. Под ведущей на второй зтаж лестницей также сохранился ныне не действующий фонтан в «татарском» стиле.

## История
Время строительства дома точно не установлено, его осторожно относят к началу XX века. Известно, что владелец, Борис Александрович Телепчи-Барамбетов, проживал в здании в 1915 году и есть версия, что прожил там до прихода в Крым большевиков. После окончательного установления советской власти в Крыму 17 ноября 1920 года, 16 декабря того же года приказом председателя Революционного комитета Крыма были изъяты «из частного владения как разных ведомств, так и частных лиц все имения Южного берега Крыма в районе от Судака до Севастополя включительно». Дача Телепчи в числе прочих, была национализирована, имеются сведения, что её включили в состав санатория Медсантруда (профсоюза работников медицинско-санитарного труда), позже преобразованный в санаторий ВЦСПС. Впоследствии здание несколько раз меняло принадлежность и название, пока в середине 1950-х годов не стало корпусом № 6 санатория «Солнечный». В последние годы в корпусе размещались кабинеты физиотерапии. В 2017 года реализация путёвок была приостановлена и, в январе 2018 года, санаторий прекратил свою деятельность. По непроверенным данным здание, находящееся в очень запущенном состоянии, передаётся частному владельцуэ

### Владелец
Борис Александрович Телепчи-Барамбетов, крещёный крымский татарин, один из самых влиятельных и богатых коренных алупкинцев, владевший ещё несколькими домами п посёлке и виноградником и входивший в попечительский совет санатория А. А. Боброва. Распространена версия, что жена Бориса Александровича, Елизавета Фёдоровна Шидловская, была дочерью генерала и умерла от туберкулёза в 1914 году, но в списках генералов российской императорской армии и флота Фёдор Шидловский не значится, а, судя по «Статистическому справочнику» 1915 года, «Телепчи-Барамбетов Б. А. и Е. (видимо, Елизавета) Фёдоровна» ещё числилась совладелицей земельного участка с 1 двором и площадью 4,35 десятины.